# Leibert Cirque
Der Leibert Cirque ist ein Bergkessel im ostantarktischen Viktorialand. Auf der Südseite der Olympus Range liegt er zwischen Mount Electra und Mount Dido. Nach Süden öffnet er sich zum Labyrinth.
Das Advisory Committee on Antarctic Names benannte ihn 2004 nach Gregg Leibert, Hubschrauberpilot im United States Antarctic Program in sieben aufeinanderfolgenden Kampagnen zwischen 1996 und 1997.